# Przetwarzanie pod kontrolą celną
Przetwarzanie pod kontrolą celną – jest to procedura gospodarcza celna, która umożliwia przywóz towarów niebędących Wspólnotowymi na obszar wspólnoty celnej w celu przetworzenia tych towarów (zmieniając ich stan bądź rodzaj) oraz na dopuszczeniu ich do obrotu produktów powstałych w wyniku tych procesów  po uiszczeniu należności przywozowych właściwych dla tych produktów przetworzonych. Wobec towarów przywożonych, na czas trwania procedury, zostaje zawieszony pobór należności przywozowych jak również zastosowanie środków polityki handlowej. Środki polityki handlowej mają zastosowanie dopiero wobec produktów przetworzonych, przy ich dopuszczeniu do obrotu.
W celu uzyskania pozwolenia na stosowanie procedury przetworzenia pod kontrolą należy złożyć stosowny wniosek o jego udzielenie do organu celnego właściwego ze względu na miejsce, w którym będą prowadzone lub przechowywane księgi handlowe lub miejsca, gdzie będzie dokonywany proces przetwarzania.  Warunki stosowania procedury są  w szczegółowy sposób określone w pozwoleniu.
Objęcie procedurą towarów niewspólnotowych, które zostały przywiezione w celu przetwarzania następuje po zgłoszeniu do procedury przetwarzania pod kontrola celną w jednym z urzędów objęcia, określonym w pozwoleniu. W ramach procedury przetwarzania pod kontrolą celną dopuszczalne jest każde przetworzenie, prowadzące do powstania produktów, których dotyczą niższe należności przywozowe niż te, które mają zastosowanie do przywożonych towarów niewspólnotowych - niezależnie od wysokości należności przywozowych - dopuszczalne jest wobec wszystkich towarów, dla których przetworzenie to będzie prowadziło do zapewnienia zgodności tych towarów z wymogami technicznymi obowiązującymi przy dopuszczaniu tych towarów do obrotu. 
Jednak nie jest dopuszczalne użycie towarów ekwiwalentnych, produkty przetworzone powinny zostać wytworzone z przywożonych towarów niewspólnotowych.
Procedura przetwarzania pod kontrolą celną kończy się w stosunku do towarów przywożonych, gdy produkty przetworzone lub towary znajdujące się w stanie nienaruszonym albo produkty, znajdujące się na pośrednim etapie przetworzenia zostaną, dopuszczone do obrotu albo otrzymają inne przeznaczenie celne oraz gdy zostały spełnione wszystkie pozostałe warunki procedury.